# 청도성당
청도성당은 대한민국의 경상북도 청도군 청도읍 고수뒷길 422 (고수리) 위치한 천주교 대구대교구 제2대리구 3지역의 성당이다. 1961년 4월 18일에 설립하였다.

## 교통편
- 경부선 청도역

## 같이 보기
- 천주교 대구대교구